# Kalenjin

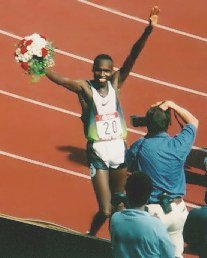
Wilson Kipketer

Kalenjin (även nandi) är en etnisk grupp av nilotiskt ursprung. De flesta kalenjin lever i västra Kenya och östra Uganda. Kalenjinbefolkningen i Kenya uppgick till 6 358 113 personer enligt folkräkningen 2019.

## Indelning och historik
Kalenjingruppen utgörs egentligen av flera mindre etniska grupper med närbesläktade språk: Elgeyo, endoroi, kipsigis, marakwet, nandi, pokot, sabaot, terik och tugen. Tillsammans brukar de respektive språken föras in under makrospråket kalenjin, ibland också kallat nandi. Först i slutet av 1940-talet började de kalenjintalande grupperna samlas under en gemensam beteckning, vilken gav dem en plats som en större etnisk grupp i Kenya. Kalenjin, som utgör 12 procent av Kenyas befolkning, räknas nu tillsammans med kikuyu, luo, luhya och kamba som landets fem stora folkgrupper. 
Kalenjinfolkens förfäder tros ha migrerat till Östafrika från Sudan för omkring 2 000 år sedan. Deras muntliga historia hävdar ett förfädersursprung som antika egyptier. I den traditionella religionen finns också en ”Asis” (Isis).
Kenyaner har sedan 1960-talet utmärkt sig i lång- och medeldistanslöpning. Uppskattningsvis 75 procent av dessa idrottsmän kommer från kalenjingruppen. Kalenjingruppen har en unik genetisk predisposition i benmuskulaturen som underlättar löpning över långa sträckor. Detta i kombination med den höjd över havet gruppen lever på anses vara de främst bidragande orsakerna till gruppens succé på löparbanor runtom i världen de senaste 20–30 åren.

## Kända kalenjin
- Daniel arap Moi
- William Samoei Ruto
- Taita Arap Towett
- Lornah Kiplagat